# طواف

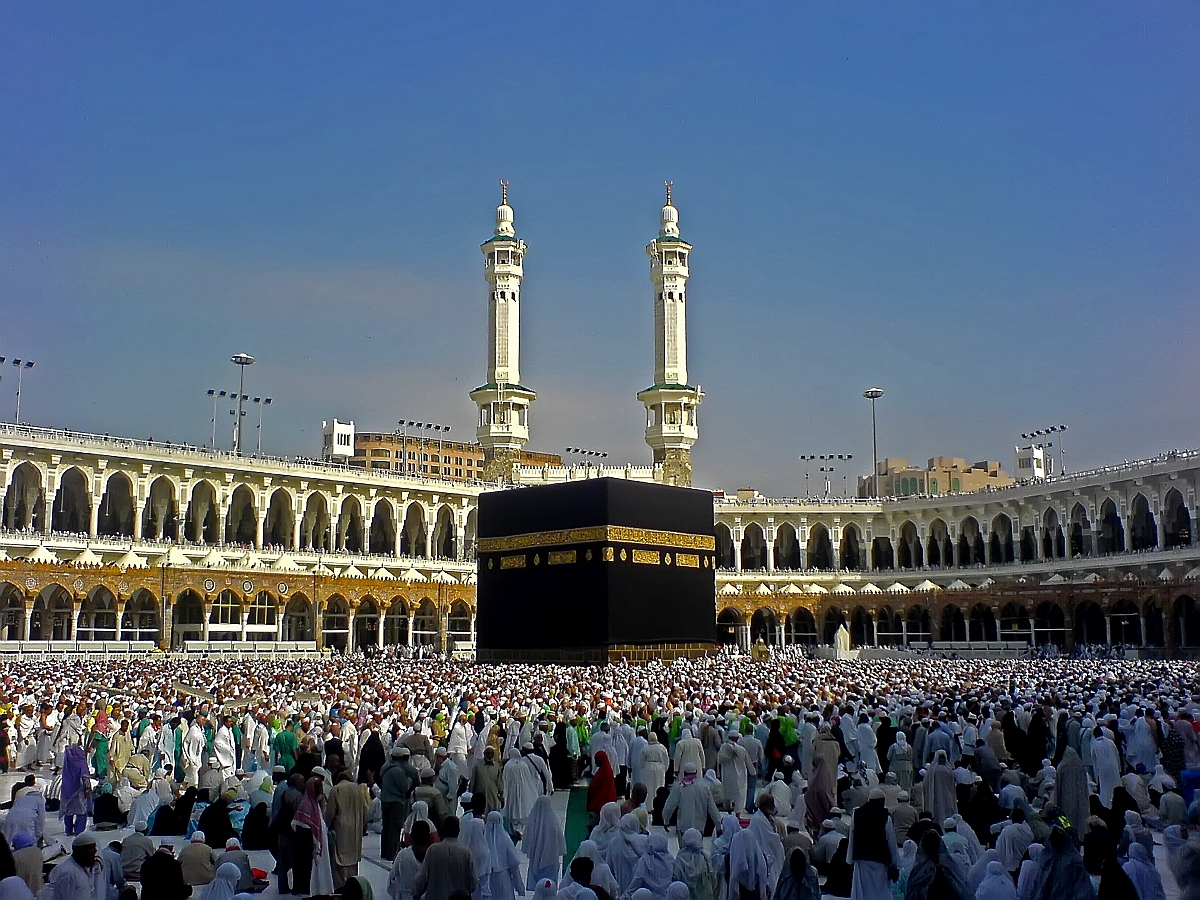
مسلمانان درحال طواف به دور کعبه

دومین مرحله از عمره تمتع مربوط به اعمال حج، طواف است. کسی که برای انجام عمره تمتّع، مُحرم شده و وارد مکّه می‌شود، باید به نیّت طواف، هفت مرتبه به دور خانه کعبه که در مسجدالحرام است بگردد.

## احکام و شرایط طواف
1. طواف را باید از مقابل گوشه ای از کعبه که حَجرُالاْسْوَد[پاورقی ۱] آنجا است آغاز کند و در همان‌جا به پایان ببرد.[پاورقی ۲][۱]
2. طواف واجب، باید حتماً ۷ دور کامل باشد، اگر کمتر یا بیشتر بشود، طواف باطل است
3. خانه کعبه، در حال طواف باید در طرف چپ طواف‌کننده باشد، بنابراین اگر در حال حرکت رو به کعبه باشد، یا عقب عقب برود صحیح نیست.
4. طواف‌کننده باید همانطوری که همه مسلمانان طواف می‌کنند (بدون دقّتهای اهل وسوسه) طواف را از مقابل حجرالاسود شروع کند و ادامه دهد و ایستادن مقابل حجرالاسود در هر دور لازم نیست.
5. طواف‌کننده باید به دور «حِجْرِ اسماعیل»[پاورقی ۳] هم بگردد، یعنی در هنگام طواف، داخل «حِجر» نرود.[۲]
6. برای اندازه حرکت در زمان طواف کردن حدی وجود ندارد و تا هر جای مسجد الحرام که طواف در آن طواف کعبه صدق کند، طواف درست است اما مستحب است که اگر اضطرار و ازدحام نباشد در بین کعبه و مقام ابراهیم انجام دهد.
7. اگر انسان بر اثر بیماری یا پیری یا زیادی جمعیّت نتواند در این محدوده طواف کند، طواف در خارج این حد اشکال ندارد.
8. طواف‌کننده باید با طهارت طواف کند یعنی با وضو باشد و غسلی برعهده او نباشد و نیز بدن و لباس وی پاک باشد، همانگونه که نماز می‌خواند.